# День працівників статистики
День працівників статистики — професійне свято України. Відзначається щорічно 5 грудня.

## Історія свята
Свято встановлено в Україні «…на підтримку ініціативи Державного комітету статистики України та враховуючи значний внесок працівників цієї галузі у розвиток економіки держави…» згідно з Указом Президента України «Про День працівників статистики» від 2 грудня 2002 року № 1120/2002.